# Garner, Iowa
Garner är administrativ huvudort i Hancock County i Iowa. Vid 2010 års folkräkning hade Garner 3 129 invånare.